# Церква Святої Тройці (Пишківці)
Церква Святої Тройці — парафія і храм православної громади Бучацького деканату Тернопільсько-Теребовлянської єпархії Православної церкви України в с. Пишківцях Чортківського району Тернопільської області. Пам'ятка архітектури місцевого значення, охоронний номер 116.

## Історія

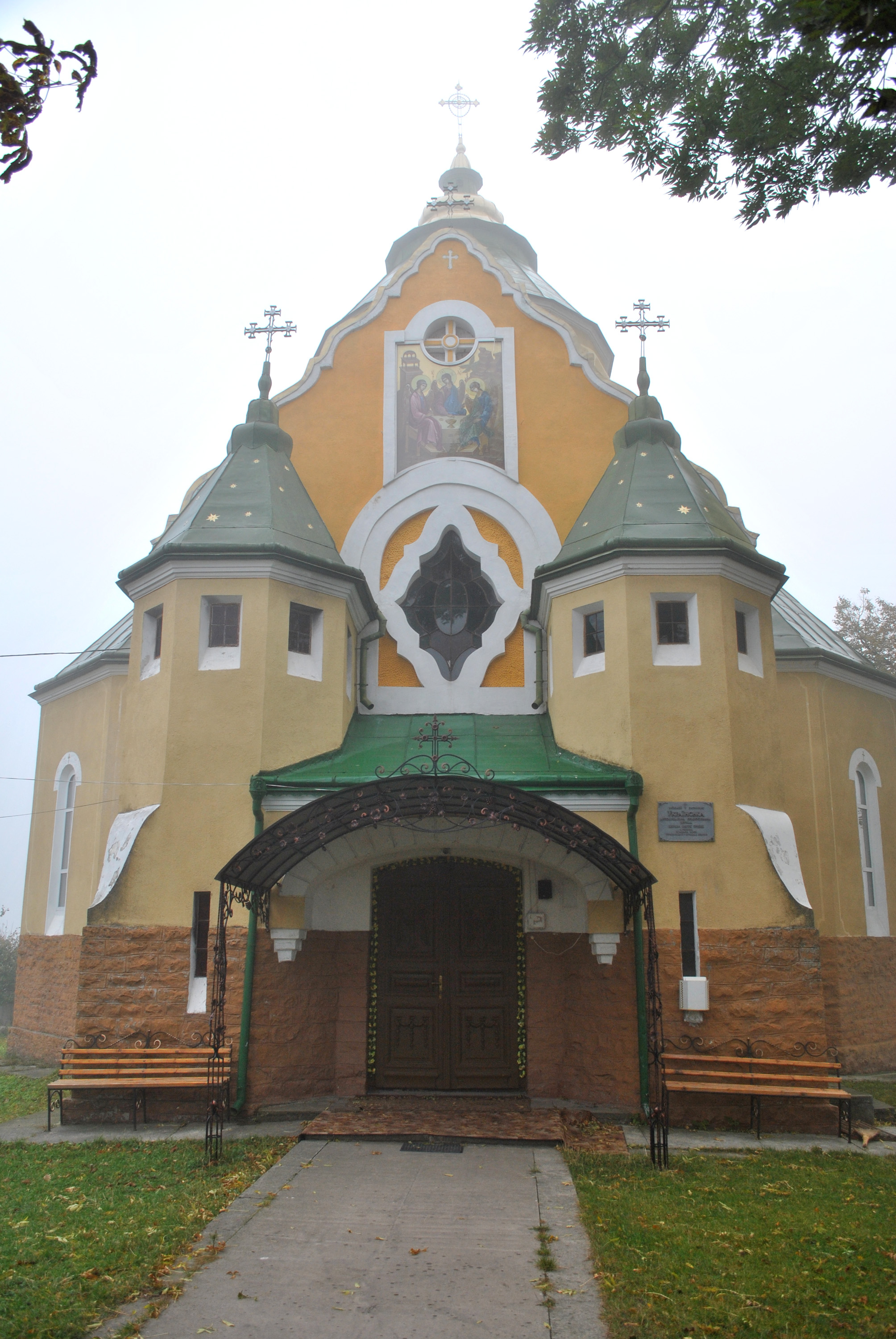
Фасад церкви

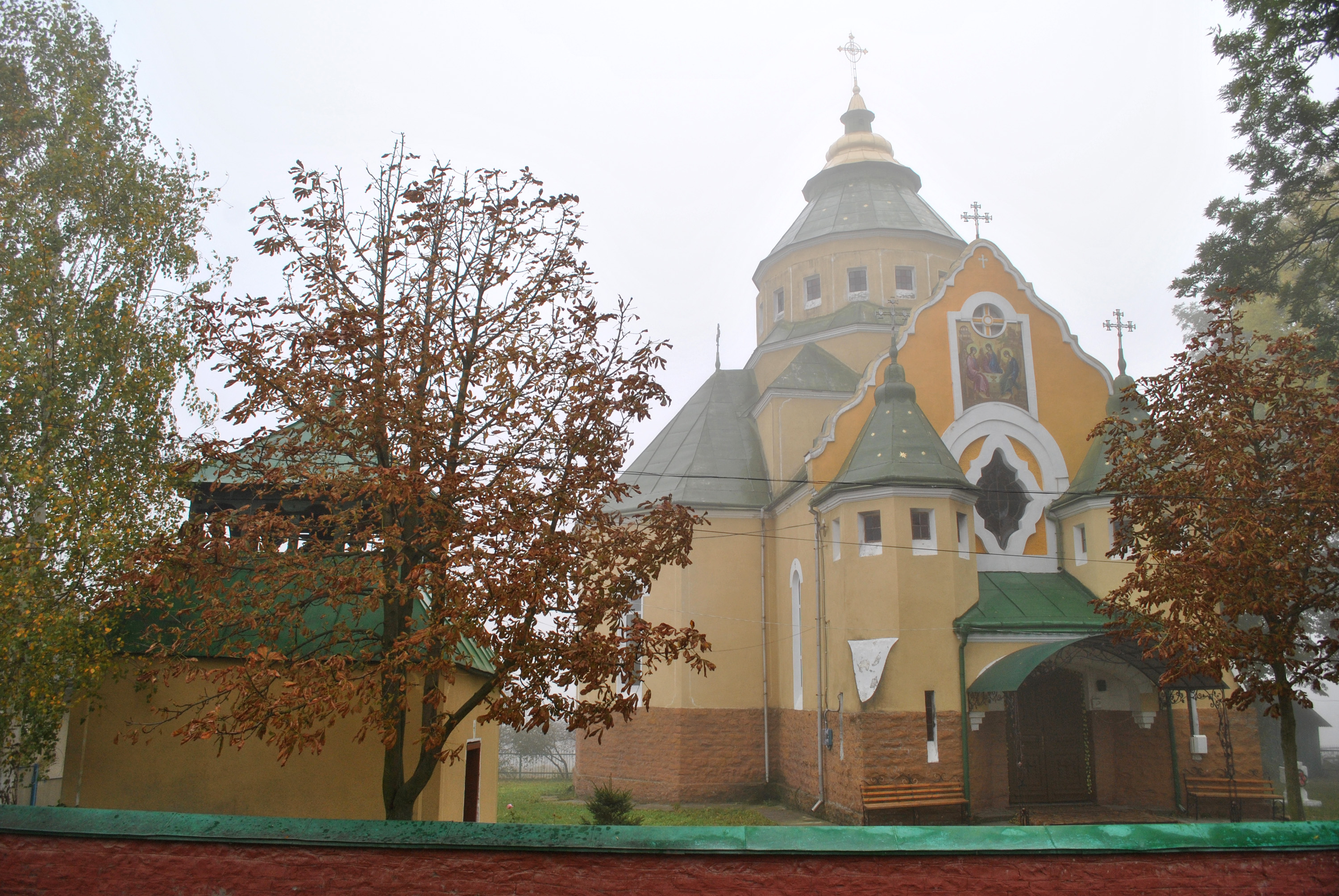
Фасад церкви

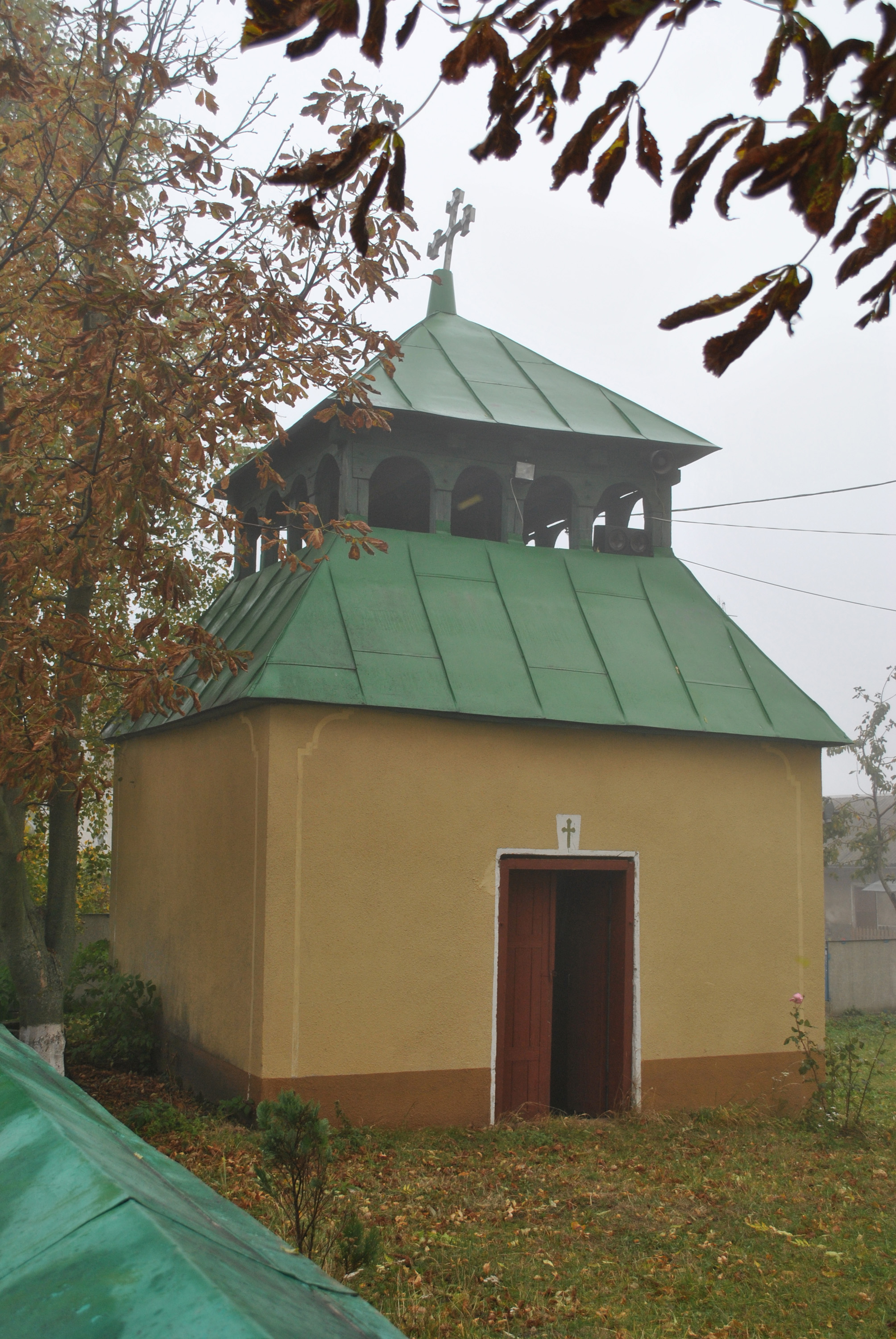
Дзвіниця

З архівних даних відомо, що в 1785 році в селі був дерев'яний храм Греко-католицької церкви, який у 1840 році перебудували.
На місці старої дерев'яної церкви о. Іларіон Лушпінський збудував кам'яну за проєктом архітектора Косовича зі Львова — оригінальну, хрестоподібну, з шатровим куполом у візантійському стилі. За іншими даними автор проєкту — Олександр Лушпинський. Навесні 1925 року храм згадують у газеті «Діло», як такий, що будується.
У 1928 році новозбудовану споруду посвятив єпископ Станиславівський Григорій (Хомишин) у співслужінні з 14 священиками Бучацького деканату УГКЦ. Великий земельний власник у Пишківцях і Трибухівцях Францішек Городиський пожертвував 825 г золота на прикрасу хреста на куполі храму.
До 1946 року церква була греко-католицькою, від 1946 року її примусово підпорядкували Російській православній церкві. У 1961 р. храм закрили.
Духовне життя відродилося у грудні 1988 року. У 1991 р. громада села конфесійно поділилася на віруючих УГКЦ і УАПЦ, храм залишився за громадою УАПЦ. У листопаді 2009 р. парафія в Пишківцях увійшла до складу УПЦ КП. З 2018 року парафія стала частиною ПЦУ.
У селі збудовано каплицю Покрови Божої Матері, присвячену полеглим, замученим, репресованим. Неподалік зберігся хрест на честь скасування панщини, два пам'ятні знаки — хрест та фігура Богородиці при в'їзді до села. Біля джерела під горою є водосвятна каплиця, де упродовж року кілька разів освячують воду.
У церкві є ікони, які виконав Карл Скочдополь — прадід Юрія Андруховича.

## Священники

### Греко-католицькі[2]
| Ім'я                     | Роки                     | Коротка довідка                                                    | Світлина |
| ------------------------ | ------------------------ | ------------------------------------------------------------------ | -------- |
| о. І. Михалевич          | 1886—1903                |                                                                    |          |
| о. Ізидор Бобікевич      | 1903—1910[джерело?]      |                                                                    |          |
| о. Олександр Шарковський | 1907/1910[джерело?]—1919 | експонований сотрудник                                             |          |
| о. Іван Корович          | 1919                     |                                                                    |          |
| о. Денис Нестайко        | 1919—1920                |                                                                    |          |
| о. Євстахій Барановський | 1920—1921                |                                                                    |          |
| о. Іван Мартинник        | 1921—1923                |                                                                    |          |
| о. Іларіон Лушпинський   | 1923—1931                | за його служіння якого в 1923—1928 роках побудовано мурований храм |          |
| о. Михайло Панчишин      | 1931—1944                |                                                                    |          |
| о. Ярослав Богатюк       | 1944—1946                |                                                                    |          |

### Православні
| Ім'я                    | Роки      | Коротка довідка | Світлина |
| ----------------------- | --------- | --------------- | -------- |
| о. Нестор Погорецький   | 1946—1961 |                 |          |
| протоієрей Василь Когут | від 1988  |                 |          |